# أحمد باشا الجزار (مسلسل)
أحمد باشا الجزار مسلسل تلفزيوني عربي من تأليف هشام يانس وإخراج إبراهيم الصحن ومن إنتاج تلفزيون قطر.

## البطولة
شارك في بطولته عدد من الممثلين والممثلات العرب منهم:
- محمد وفيق
- فاروق الفيشاوي
- إحسان القلعاوي
- محمود أبو غريب
- أنور خليل
- ربيع شهاب
- روحي الصفدي
- غسان المشيني
- توفيق العشا
- رضوان عقيلي
- غازي حسين
- فالح فايز
- سيار الكواري
- محمد البلم
- إبراهيم مرعشلي